# Проект «Пришелец»
«Проект „Пришелец“» (англ. Project: Alien) — кинофильм.

## Сюжет
В Норвегии терпит крушение военный самолёт при мистических обстоятельствах: пилот перед аварией успел сообщить о множестве огней в небе. НАТО желает замять историю, но журналист по имени Джефф Милкер, почувствовав сенсацию, решает разобраться. Постепенно после обнаружения ряда доказательств он приходит к выводу, что всё дело в секретном правительственном проекте. Затем журналист решает нанять в помощь пилота по прозвищу «Птица», чтобы докопаться уже до самой истины.

## В ролях
- Майкл Нури — Джефф Милкер
- Дарлэнн Флюгел — «Птица»
- Максвелл Колфилд — Джордж Эбботт
- Деррен Несбитт — Артур Корбин
- Рэй Чарлсон — д-р Баннистер